# 전 덕산 청동방울 일괄
전 덕산 청동방울 일괄(傳 德山 靑銅鈴一括)은 서울특별시 용산구 이태원동, 삼성미술관 리움에 있는 청동시대의 생활공예품이다. 1990년 5월 21일 대한민국의 국보 제255호로 지정되었다.

## 개요
충남 예산군에 있는 흥선대원군 부친의 무덤 근처 구릉에서 출토된 청동 방울들이다. 제정일치 사회였던 청동기시대 제사장들이 주술적 의미로 사용했던 것으로 보인다.
출토된 청동 방울에는 8각형 별모양의 각 모서리 끝에 방울이 달려있는 팔주령 1쌍과 아령 모양의 쌍두령 1쌍, 포탄 모양의 간두령 1쌍 그리고 쌍두령과 비슷하나 X자형태로 둥글게 한번 말려있는 조합식쌍두령 1점이 있다.
팔주령 1쌍은 지름이 각각 14.4cm 와 14.3cm이며 모서리 끝에 달린 방울들은 모두 지름이 2.4cm로 1쌍이 서로 같은 모습을 하고있다. 각 모서리 끝에는 작은 방울이 8개가 달려 있다. 각 방울에는 타원형 모양 구멍이 4개씩 있다. 몸체의 바깥쪽에 점선이 2∼3줄 있고, 가운데에는 커다란 十문양이 있는데 이것은 태양을 의미하는 것으로 보인다. 그리고 몸체 뒷면에는 [ ]모양의 꼭지가 달려 있다.
쌍두령 1쌍은 길이가 각각 19.7cm와 19.8cm이며, 무게는 170.3mg, 172mg이다. 형태는 아령과 비슷하며 가운데 부분이 볼록하고, 방울과 연결되는 양 끝은 가늘다. 양 끝에 달린 방울에는 타원형 모양의 구멍이 4개씩 있고, 안에는 청동 구슬이 들어 있다. 2개가 거의 같으나 가운데에 작은 구멍이 1개 있는 것이 다르다.
조합식쌍두령은 길이 17.3cm, 방울 지름 4.4cm, 무게 628mg이다. 한 쪽 끝에 방울이 달려 있는 몸체 2개를 각각 X자형으로 교차하여 서로 부친 것이다. 방울이 달려있지 않은 끝의 한 쪽 몸체에는 삽입 구멍을 다른 쪽 몸체에는 꼭지를 만들어 떨어지지 않게 결합시킨 것이다.
간두령 1쌍은 각각 높이 14.7cm와 14.9cm, 무게 616.5mg와 571mg로 모습은 같고 크기만 서로 다르다. 몸체와 자루, 2부분으로 되어있고 사이에 갓 모양의 테두리를 두르고있다. 전체적으로는 포탄 모습이며 비어있는 몸체를 칸막이로 나누어 위에는 청동 구슬을 두었고 아래에는 빈 공간으로 남겨 소리가 잘 울릴 수 있도록 하였다.
이 유물들은 의기로서 중국에서 들어온 문화양식에 의해 차츰 소멸해가던 기원전 3세기 후반의 작품들로 추정된다.

## 지정 목록
| 번호    | 사진 | 명칭                                                                     | 비고 |
| 255-1호 |      | 전 덕산 청동방울 일괄 - 팔주령 (傳 德山 靑銅鈴一括 - 八珠鈴)             |      |
| 255-2호 |      | 전 덕산 청동방울 일괄 - 쌍두령 (傳 德山 靑銅鈴一括 - 雙頭鈴)             |      |
| 255-3호 |      | 전 덕산 청동방울 일괄 - 조합식쌍두령 (傳 德山 靑銅鈴一括 - 組合式雙頭鈴) |      |
| 255-4호 |      | 전 덕산 청동방울 일괄 - 간두령 (傳 德山 靑銅鈴一括 - 竿頭鈴)             |      |

## 참고 자료
- 전 덕산 청동방울 일괄 - 국가유산청 국가유산포털